# Кузьменко Олексій Дмитрович
Олексій Дмитрович Кузьменко (нар. 1 листопада 1949, с. Олексіївка, Сумський район, Сумська область — 20 жовтня 2023) — український графік, майстер екслібриса, педагог. Член Національної спілки журналістів України (1984). Заслужений працівник культури України (2019).

## Життєпис
Олексій Дмитрович Кузьменко народився 1 листопада 1949 року в селі Олексіївка на Сумщині.
Початкову мистецьку освіту отримав в обласній художній студії при Будинку народної творчості, якою керував М. Д. Бончевський.
У 1974—1979 рр. навчався на художньо-графічному факультеті Курського державного педагогічного інституту (нині — Курський державний університет). Педагоги з фаху — І. Щербаков, Л. Кожетєв.
Жив і працював в Сумах.

У 1970—1980-ті рр. очолював сумський клуб екслібрисистів та любителів графіки, багато уваги приділяв популяризації книжкового знаку.
Певний імпульс для розвитку мистецтвознавства на Сумщині та поза її межами мав Сумський клуб екслібрисистів та малої графіки, діяльність якого припадає на кінець 70-х — 80-ті рр. ХХ ст. Його діяльність та напрямки виставкової роботи й мистецтвознавчих досліджень у галузі графічного мистецтва протягом всієї історії цього громадського об'єднання спрямовував Олексій Кузьменко….
Автор публікацій про історію екслібрису, творчість художників-графіків. Організатор першої в Сумах виставки екслібрисів (1979), на якій експонувалися книжкові знаки з його колекції, виставок майстрів книжкового знаку: відомого київського графіка Г. В. Малакова (1981), самодіяльного митця з Косіва І. Г. Пантелюка (1981), бакинської художниці Є. М. Шалигіної (1981), графіка П. М. Прокопіва (1983) з Івано-Франківська та інших.
З 2004 року Олексій Дмитрович Кузьменко очолює Сумську дитячу художню школу. Він Ініціатор присвоєння школі імені видатного українського скульптора, народного художника України, академіка, уродженця села Шпилівки на Сумщині Михайла Григоровича Лисенка (2006), автор проєкту мистецького пленеру та художньої виставки «Стежками Лисенка» (2021).
Олексій Дмитрович Кузьменко пішов з життя 20 жовтня 2023 року.

## Творчість
Працює в техниці ліногравюри та цинкографії. Майстер екслібриса.
Учасник обласних, всеукраїнських та міжнародних виставок екслібриса.
Персональні художні виставки:
- 1985 — Будинок вчителя (Київ)
- 1986 — Лебединський художній музей
- 1986 — зал Сумської обласної організації Спілки художників України
- 1989 — зал Будинку радянсько-чехословацької дружби (Братислава)
- 2009 — Полтавський художній музей.

Роботи художника зберігаються в Лебединському міському художньому музеї імені Б. К. Руднєва, Сумському обласному художньому музеї імені Н. Х. Онацького, Харківському художньому музеї, Курській картинній галереї (РФ).

## Вибрані твори
«Дідусь» (пастель,1974), «Мої батьки» (пастель, 1975), серія «Рідні» (пастель,1975), серії ліногравюр «Т. Г. Шевченко» (1983) та «Архітектурна Сумщина» (1985).

## Вибрані публікації
- Экслибрис — знак книги: методические рекомендации и библиография в помощь активистам и организациям Общества книголюбов / А. Д. Кузьменко. — Киев : Добровольное общество любителей книги УССР, 1987. — 36 с. : ил. — (рос.)
- Екслібрис об'єднує друзів: інформаційний лист про роботу Сумського клубу екслібрисистів та любителів графіки / О. Д. Кузьменко. — Київ, 1988. — 30 с.
- Мрії збуваються: ілюстрований каталог ретроспективної виставки творчих робіт викладачів та учнів Сумської дитячої художньої школи ім. М. Г. Лисенка з нагоди 40-річчя від дня заснування / вступна частина та упорядкування О. Кузьменко. — Суми : КПД «Еллада S», 2017. — 120 с. : іл.